# Kışlaköy, Başyayla
Kışlaköy là một xã thuộc huyện Başyayla, tỉnh Karaman, Thổ Nhĩ Kỳ. Dân số thời điểm năm 2011 là 642 người.